# Arquidiocese de Porto Príncipe

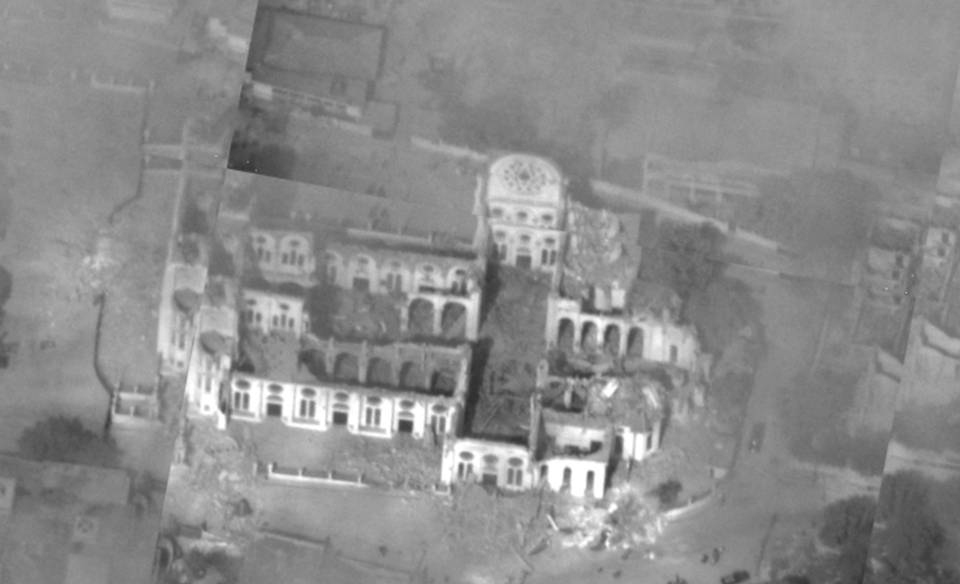
Vista aérea das ruínas da catedral após o terremoto de 2010. Foto de 14 de janeiro de 2010.

A Arquidiocese de Porto Príncipe (Archidioecesis Portus Principis) é uma circunscrição eclesiástica da Igreja Católica do Haiti. A sé é a Catedral de Nossa Senhora da Assunção, localizada em Porto Príncipe.
A arquidiocese foi erigida em 3 de outubro de 1861. As dioceses sufragâneas são as seguintes: diocese de Anse-à-Veau e Miragoâne, diocese de Jacmel, diocese de Jérémie e diocese de Les Cayes.
Por um ano, entre 12 de janeiro de 2010 e 12 de janeiro de 2011, a arquidiocese foi uma sede vacante devido a morte de Sua Excelência, o Mons. Arcebispo Joseph Serge Miot, que foi uma das dezenas de milhares de vítimas do sismo do Haiti de 2010.

## Bispos e arcebispos
|                          | Nome                                        | Período    | Notas                                     |
| Arcebispos               | Arcebispos                                  | Arcebispos | Arcebispos                                |
| ------------------------ | ------------------------------------------- | ---------- | ----------------------------------------- |
| 11º                      | Max Leroy Mésidor                           | 2018 -     | Atual                                     |
| 10º                      | Guire Poulard                               | 2011 2017  |                                           |
| 9º                       | Joseph Serge Miot                           | 2008–2010  |                                           |
| 8º                       | François-Wolff Ligondé                      | 1966–2008  |                                           |
| 7º                       | François-Marie-Joseph Poirier               | 1955–1966  |                                           |
| 6º                       | Joseph-Marie Le Gouaze                      | 1930–1955  |                                           |
| 5º                       | Julien-Jean-Guillaume Conan                 | 1903–1930  |                                           |
| 4º                       | Cardeal Giulio Tonti                        | 1894–1902  | Nomeado Núncio Apostólico no Brasil       |
| 3º                       | Constant-Mathurin Hillion                   | 1886–1890  |                                           |
| 2º                       | Alexis-Jean-Marie Guilloux                  | 1870–1885  |                                           |
| 1º                       | Martial-Guillaume-Marie Testard du Cosquer, | 1863–1869  |                                           |
| Arcebispo-coadjutor      |                                             |            |                                           |
|                          | Joseph Serge Miot                           | 1997-2008  |                                           |
|                          | Joseph-Marie Le Gouaze                      | 1927-1930  |                                           |
|                          | Jules-Victor-Marie Pichon                   | 1905-1919  | Nomeado Arcebispo de Les Cayes            |
| Bispos-auxiliares        |                                             |            |                                           |
|                          | Jean-Charles Wismick, S.M.M                 | 2024-      | Atual                                     |
|                          | Louis-Jean Sander                           | 2024-      | Atual                                     |
|                          | Sylvain Ducange, S.D.B.                     | 2016–2021  |                                           |
|                          | Quesnel Alphonse, S.M.M.                    | 2012-2014  | Nomeado Bispo de Fort-Liberté             |
|                          | Glandas Marie Erick Toussaint               | 2011-2018  | Nomeado Bispo de Jacmel                   |
|                          | Pierre-André Dumas                          | 2002-2008  | Nomeado Bispo de Anse-à-Veau et Miragoâne |
|                          | Simon-Pierre Saint-Hillien, CSC             | 2002-2009  | Nomeado Bispo de Hinche                   |
|                          | Joseph Lafontant                            | 1986–2013  | Bispo auxiliar emérito                    |
|                          | Louis Nerval Kébreau, S.D.B.                | 1986-1998  | Nomeado Bispo de Hinche                   |
|                          | Jean-Baptiste Décoste                       | 1966-1972  | Nomeado Bispo de Hinche                   |
|                          | Rémy Jérôme Augustin, S.M.M.                | 1953-1966  | Nomeado Bispo-coadjutor de Port-de-Paix   |
|                          | Pierre-Marie Gentet                         | 1895-1896  |                                           |
|                          | François-Marie Kersuzan                     | 1883-1886  | Nomeado Bispo de Cabo Haitiano            |
|                          | Léon Jules Marie Bélouino                   | 1880-1882  |                                           |
| Administrador Apostólico |                                             |            |                                           |
|                          | Giulio Tonti                                | 1893–1894  |                                           |